# Otmar
Otmar, auch Othmar und ähnlich, ist ein männlicher Vorname.

## Herkunft
Otmar kommt aus dem Altfränkischen und ist ein zweigliedriger Name. Er besteht aus den althochdeutschen Elementen ot (fränkisch aud) „Besitz, Erbe“ und mēri „berühmt, sagenhaft“ (vgl. „Mär“).

## Varianten
- Westfränkisch: Audomar[1]
- Deutsch: Ottomar, Othmar, Ottmar
  - Nachname: Othmer
- Friesisch (Kurzformen): Omke, Omko, Ommo
- Italienisch: Ademaro
- Portugiesisch: Ademir
- Tschechisch: Otmar

## Namenstag
9. September, 16. November

## Namensträger
- Audomar (karolingisch Otmar [von Thérouanne]; 600–670), fränkischer Missionsbischof und Klostergründer, bekannt auch unter dem französischen Namen „St. Omer“

### Form Othmar
- Othmar (um 689–759), Abt, siehe Otmar von St. Gallen
- Othmar Ammann (1879–1965), schweizerisch-amerikanischer Ingenieur
- Othmar Danesch (1919–2014), österreichischer Naturfotograf, Orchideen- und Schmetterlingsforscher
- Othmar Haberl (1943–2019), deutscher Politikwissenschaftler
- Othmar Huber (1892–1979), Schweizer Augenarzt und Kunstsammler
- Othmar Jauernig (1927–2014), deutscher Jurist
- Othmar Karas (* 1957), österreichischer Europapolitiker
- Othmar Keel (* 1937), Schweizer katholischer Theologe, Bibel- und Religionswissenschaftler
- Othmar Krenn (1952–1998), österreichischer Künstler
- Othmar Franz Lang (1921–2005), österreichischer Schriftsteller, insbesond. Jugendbuchautor
- Othmar Mága (1929–2020), deutscher Dirigent
- Othmar Pferschy (1898–1984), österreichischer Fotograf
- Othmar Pickl (1927–2008), österreichischer Historiker
- Othmar Raus (1945–2020), österreichischer Politiker (SPÖ)
- Othmar Schimkowitz (1864–1947), ungarischer Bildhauer
- Othmar Schneider (1928–2012), österreichischer Skirennläufer und Sportschütze
- Othmar Schoeck (1886–1957), schweizerischer Komponist und Dirigent
- Othmar Spann (1878–1950), österreichischer Nationalökonom, Soziologe und Philosoph
- Othmar Steinbauer (1895–1962), österreichischer Komponist und Musiktheoretiker
- Othmar Wundsam (1922–2014), österreichischer Widerstandskämpfer, Zeitzeuge und Künstler
- Othmar Zechyr (1938–1996), österreichischer Maler und Zeichner
- Othmar Zeidler (1850–1911), österreichischer Chemiker
- Othmar Daniel Zinke (1664–1738), Abt mehrerer Benediktinerklöster

### Form Otmar
- Otmar von St. Gallen (Heiliger Otmar) (um 689–759), Schweizer Mönch und Klostergründer
- Otmar Alt (* 1940), deutscher Künstler
- Otmar Bernhard (* 1946), bayerischer Landespolitiker
- Otmar Bucher (* 1935), Schweizer Grafiker und Gestalter
- Otmar Calder (1941–2024), deutscher Fußballtrainer
- Otmar Emminger (1911–1986), deutscher Ökonom
- Otmar Hasler (* 1953), liechtensteinischer Politiker
- Otmar Holzer (* 1939), österreichischer Politiker (ÖVP) und Kaufmann
- Otmar Issing (* 1936), deutscher Ökonom und Zentralbankier
- Otmar Jenner (* 1958), deutscher Heiler, Journalist, Schriftsteller und Musiker
- Otmar Kaufhold (1952–2001), deutscher Ruderer
- Otmar Leist (1921–2012), deutscher Schriftsteller
- Otmar Ludwig (* 1951), deutscher Fußballspieler
- Otmar Mäder (1921–2003), von 1976 bis 1994 Bischof von St. Gallen
- Otmar Nachtgall (1478/80–1537), Humanist, Theologe, Übersetzer und Musiker
- Otmar Nussio (1902–1990), schweizerischer Dirigent und Komponist
- Otmar Pellegrini (* 1949), argentinischer Fußballspieler
- Otmar Reiser (1861–1936), österreichischer Ornithologe, Oologe und Botaniker
- Otmar Schär (1920–1977), deutscher Architekt
- Otmar Schissel von Fleschenberg (1884–1943), österreichischer klassischer Philologe, Germanist und Byzantinist
- Otmar Schmelzer (* 1961), deutscher Kabarettist und Winzer
- Otmar Schober (* 1948), deutscher Facharzt für Nuklearmedizin, Forscher und Hochschullehrer
- Otmar Schulz (1938–2023), deutscher evangelischer Theologe und Publizist sowie Komponist
- Otmar Seidl (* 1944), deutscher Internist, Psychoanalytiker und Soziologe
- Otmar Sommerfeld (1929–2008), deutscher Fußballspieler
- Otmar Striedinger (* 1991), österreichischer Skirennläufer
- Otmar Stock (1935–2023), deutscher Tischtennisspieler
- Otmar Suitner (1922–2010), österreichischer Konzert- und Operndirigent
- Otmar Szafnauer (* 1964), rumänisch-amerikanischer Ingenieur und Formel-1-Teamchef
- Otmar Traber (* 1954), deutscher Kabarettist
- Otmar Freiherr von Verschuer (1896–1969), deutscher Mediziner und „Rassenforscher“
- Otmar Wassermann (* 1934), deutscher Toxikologe
- Otmar Wiestler (* 1956), deutscher Mediziner
- Otmar Zwiebelhofer (1935–2014), deutscher Unternehmer

### Form Otomar
- Otomar Korbelář (1889–1976), tschechischer Schauspieler und Musiker, Theaterdirektor in Prag

### Form Ottmar
- Ottmar von Behr (1810–1856), deutscher Farmer und Schafzüchter
- Ottmar Edenhofer (* 1961), deutscher Ökonom
- Ottmar Ette (* 1956), deutscher Romanist und Komparatist
- Ottmar Gerster (1897–1969), deutscher Komponist, Bratschist und Dirigent
- Ottmar Hitzfeld (* 1949), deutscher Fußballtrainer
- Ottmar Hörl (* 1950), deutscher Künstler
- Ottmar Klein (1934–2024), deutscher Politiker (CDU)
- Ottmar Kohler (1908–1979), deutscher Chirurg
- Ottmar Liebert (* 1959), deutscher Gitarrist
- Ottmar Mergenthaler (1854–1899), Erfinder der Linotype-Setzmaschine
- Ottmar von Mohl (1846–1922), deutscher Diplomat und Regierungsberater in Japan
- Ottmar Mohring (1935–2015), deutscher Bildhauer
- Ottmar Neuburger (* 1959), deutscher Schriftsteller
- Ottmar Ostermayr (1886–1958), deutscher Filmproduzent
- Ottmar Premstaller (1927–2018), österreichischer Tierarzt, Kalligraph, Grafiker und Verleger
- Ottmar Schönhuth (1806–1864), deutscher Schriftsteller, Heimatforscher und Pfarrer
- Ottmar Schreiner (1946–2013), deutscher Politiker (SPD)
- Ottmar Stab (* vor 1510; † 1585), deutscher Reformator, Hofprediger und Pfarrer
- Ottmar Walter (1924–2013), deutscher Fußballspieler, Weltmeister
- Ottmar Zittlau, Kunstfigur von Bastian Pastewka

### Form Ottomar
- Ottomar Anschütz (1846–1907), Fotograf und Pionier der Fototechnik, Serienfotografie und der Kinematografie
- Ottomar Anton (1895–1976), deutscher Graphiker
- Ottomar Blüher (1824–1891), deutscher Jurist und liberaler  Politiker  (DFP)
- Ottomar Cludius (1850–1910), deutscher Philologe
- Ottomar Domnick (1907–1989), deutscher Psychiater, Filmautor und Kunstsammler
- Ottomar Enking (1867–1945), deutscher Schriftsteller und Professor
- Ottomar Gassenmeyer (1930–2012), deutscher Steinmetz und Bildhauer
- Ottomar Geschke (1882–1957), deutscher Politiker (SPD, USPD, KPD, SED)
- Ottomar Haxsen (1898–1972), deutscher Politiker (DP/CDU)
- Ottomar Rodolphe Vlad Dracula Prinz Kretzulesco (bürgerlich Ottomar Berbig; 1940–2007), Nachfahre des legendären rumänischen Adelsgeschlechts Draculas
- Otomar Kubala (1906–1946), slowakischer Lehrer, Journalist und Politiker
- Ottomar von Mayenburg (1865–1932), deutscher Apotheker
- Ottomar Meykow (1823–1894), deutschbaltischer Jurist
- Ottomar Otto (1892–1945), deutscher Kriminalrat und SS-Sturmbannführer
- Ottomar Reichelt (1853–1911), deutscher Architekt
- Ottomar Rosenbach (1851–1907), deutscher Arzt
- Ottomar Rothmann (1921–2018), deutscher Handelskaufmann und NS-Überlebender
- Ottomar Sachse (1951–2023), deutscher Boxer
- Ottomar Schreiber (litauisch: Otomaras Sreiberis; 1889–1955), deutscher Politiker, Landespräsident, Sprecher der Vertriebenen
- Ottomar Singer (1865–1945), deutscher Unternehmer und nationalliberaler Politiker
- Ottomar Stein, deutscher Architekt
- Ottomar von Volkmer (1839–1901), österreichischer Chemiker, Physiker und Druckereifachmann
- Ottomar Weymann (1853–1909), deutscher Maler